# Giosuè Cattarossi
(Antonio Pellin, Storia di Feltre)
Giosuè Cattarossi (Cortale, 23 aprile 1863 – Belluno, 3 marzo 1944) è stato un vescovo cattolico italiano.

## Biografia
Nato a Cortale, piccolo borgo in comune di Reana del Rojale, il 23 aprile 1863. Ancora fanciullo, fu emigrante con il padre fornaio nel Salisburghese. Entrato in seminario a Udine, fu ordinato sacerdote il 28 aprile 1888.
Nominato vescovo di Albenga l'11 aprile 1911, il 28 maggio dello stesso anno ricevette l'ordinazione episcopale nella cattedrale di Udine per l'imposizione delle mani dell'arcivescovo Antonio Anastasio Rossi, coconsacranti il vescovo di Padova Luigi Pellizzo e il vescovo di Concordia Francesco Isola.
Nominato vescovo di Feltre e Belluno il 21 novembre 1913, il 26 luglio 1914 prese possesso canonico, in forma solenne, della diocesi di Feltre e l'8 agosto, in forma privata, della diocesi di Belluno.
Nel 1921 fondò il Bollettino Ecclesiastico Interdiocesano.
Nel 1935 ordinò sacerdote Albino Luciani, il futuro papa Giovanni Paolo I.
Morì in vescovado a Belluno il 3 marzo 1944; il rito esequiale si tenne nella cattedrale di Belluno e fu presieduto dal cardinale patriarca di Venezia Adeodato Giovanni Piazza.
Riposa nella cattedrale di Belluno.

## Genealogia episcopale
La genealogia episcopale è:
- Cardinale Scipione Rebiba
- Cardinale Giulio Antonio Santori
- Cardinale Girolamo Bernerio, O.P.
- Arcivescovo Galeazzo Sanvitale
- Cardinale Ulderico Carpegna
- Cardinale Paluzzo Paluzzi Altieri degli Albertoni
- Papa Benedetto XIII
- Papa Benedetto XIV
- Papa Clemente XIII
- Cardinale Marcantonio Colonna
- Cardinale Giacinto Sigismondo Gerdil, B.
- Cardinale Giulio Maria della Somaglia
- Cardinale Carlo Odescalchi, S.I.
- Cardinale Costantino Patrizi Naro
- Cardinale Lucido Maria Parocchi
- Cardinale Agostino Gaetano Riboldi
- Vescovo Francesco Ciceri
- Patriarca Antonio Anastasio Rossi
- Vescovo Giosuè Cattarossi